# یواس‌اس ساثرد (دی‌دی-۲۰۷)
یواس‌اس ساثرد (دی‌دی-۲۰۷) (به انگلیسی: USS Southard (DD-207)) یک کشتی بود که طول آن ۳۱۴ فوت ۴ ۱⁄۲ اینچ (۹۵٫۸۲ متر) بود. این کشتی در سال ۱۹۱۹ ساخته شد.